# Trifolium oliganthum
Trifolium oliganthum är en ärtväxtart som beskrevs av Ernst Gottlieb von Steudel. Trifolium oliganthum ingår i släktet klövrar, och familjen ärtväxter. Inga underarter finns listade i Catalogue of Life.